# Cristiano Guglielmo di Schwarzburg-Sondershausen
Cristiano Guglielmo di Schwarzburg-Sondershausen (Sondershausen, 6 gennaio 1647 – Sondershausen, 10 maggio 1721) fu conte di Schwarzburg-Sondershausen, conte di Hohnstein, signore di Sondershausen, Arnstadt e Leutenberg.

## Biografia
Cristiano Guglielmo era figlio del conte Antonio Günther I e di sua moglie, Maria Maddalena del Palatinato-Birkenfeld. 
Alla morte del padre, nel 1666, gli succedette al trono in coreggenza con il fratello minore Antonio Günther II ed ottennero entrambi il governo sin quando nel 1681, Antonio Günther non ottenne il titolo di conte di Schwarzburg-Arnstadt, ritirandosi a vita privata e lasciando quasi tutte le mansioni di governo nelle mani del fratello. 
Nel 1697, l'imperatore Leopoldo I elevò la contea a principato ed entrambi i fratelli ottennero il titolo di principi del Sacro Romano Impero.
Alla morte del fratello Antonio Günther, nel 1716, Cristiano Guglielmo ottenne il titolo personale di principe e regnò da solo sino alla propria morte, nel 1721.
Cristiano Guglielmo stabilì la propria residenza nel castello rinascimentale di Sondershausen, dove fece realizzare uno splendido parco barocco.

## Matrimonio e figli
Cristiano Guglielmo sposò nel 1673 Antonia Sibilla (1641-1684), figlia del conte Alberto Federico I di Barby-Mühlingen, dalla quale ebbe quattro eredi:
- Günther XLIII, principe di Schwarzburg-Sondershausen (1678-1740)
- Maddalena Sofia (1680-1751), sposò nel 1711 il conte Giorgio Alberto di Schönburg-Hartenstein
- Cristiana Emilia (1681-1751), sposò nel 1705 il duca Adolfo Federico II di Meclemburgo-Strelitz
- Luisa Albertina (1682-1765)

Alla morte della prima moglie, Cristiano Guglielmo si risposò nel 1684 con Guglielmina Cristiana di Sassonia-Weimar (1658-1712), figlia del duca Giovanni Ernesto II di Sassonia-Weimar, dalla quale ebbe i seguenti eredi:
- Giovanna Augusta (1686-1703)
- Cristiana Guglielmina (1688-1749)
- Enrico XXXV (1689-1758), principe ereditario di Schwarzburg-Sondershausen
- Augusto I (1691-1750), principe di Schwarzburg-Sondershausen
- Enrichetta Ernestina (1692-1759)
- Rodolfo (1695-1749)
- Guglielmo (1699-1762)
- Cristiano (1700-1749)

## Ascendenza
|                                                             |                                                      |                                                   | Genitori                                       |  |  | Nonni |  |  | Bisnonni                                                |  |  | Trisnonni                            |  |
|                                                             |                                                      |                                                   |                                                |  |  |       |  |  | 8. Johann Günther I, conte di Schwarzburg-Sondershausen |  |  | 16. Günther XL, conte di Schwarzburg |  |
|                                                             |                                                      |                                                   |                                                |  |  |       |  |  | 8. Johann Günther I, conte di Schwarzburg-Sondershausen |  |  | 16. Günther XL, conte di Schwarzburg |  |
|                                                             |                                                      | 17. Elisabet von Isenburg-Büdingen                |                                                |  |  |       |  |  | 8. Johann Günther I, conte di Schwarzburg-Sondershausen |  |  |                                      |  |
| 4. Christian Günther I, conte di Schwarzburg-Sondershausen  |                                                      |                                                   |                                                |  |  |       |  |  | 8. Johann Günther I, conte di Schwarzburg-Sondershausen |  |  |                                      |  |
|                                                             |                                                      | 9. Anna von Oldenburg-Delmenhorst                 | 18. Anton I, conte di Oldenburg-Delmenhorst    |  |  |       |  |  |                                                         |  |  |                                      |  |
|                                                             |                                                      | 9. Anna von Oldenburg-Delmenhorst                 | 18. Anton I, conte di Oldenburg-Delmenhorst    |  |  |       |  |  |                                                         |  |  |                                      |  |
|                                                             |                                                      | 9. Anna von Oldenburg-Delmenhorst                 | 19. Sophie von Sachsen-Lauenburg               |  |  |       |  |  |                                                         |  |  |                                      |  |
| 2. Anton Günther I, conte di Schwarzburg-Sondershausen      |                                                      | 9. Anna von Oldenburg-Delmenhorst                 |                                                |  |  |       |  |  |                                                         |  |  |                                      |  |
|                                                             |                                                      | 10. Albrecht VII, conte di Schwarzburg-Rudolstadt | 20. Günther XL, conte di Schwarzburg (= 16)    |  |  |       |  |  |                                                         |  |  |                                      |  |
|                                                             |                                                      | 10. Albrecht VII, conte di Schwarzburg-Rudolstadt | 20. Günther XL, conte di Schwarzburg (= 16)    |  |  |       |  |  |                                                         |  |  |                                      |  |
|                                                             |                                                      | 10. Albrecht VII, conte di Schwarzburg-Rudolstadt | 21. Elisabet von Isenburg-Büdingen (= 17)      |  |  |       |  |  |                                                         |  |  |                                      |  |
| 5. Anna Sibille von Schwarzburg-Rudolstadt                  |                                                      | 10. Albrecht VII, conte di Schwarzburg-Rudolstadt |                                                |  |  |       |  |  |                                                         |  |  |                                      |  |
|                                                             |                                                      | 11. Juliane von Nassau-Dillenburg                 | 22. Wilhelm I, conte di Nassau-Dillenburg      |  |  |       |  |  |                                                         |  |  |                                      |  |
|                                                             |                                                      | 11. Juliane von Nassau-Dillenburg                 | 22. Wilhelm I, conte di Nassau-Dillenburg      |  |  |       |  |  |                                                         |  |  |                                      |  |
|                                                             |                                                      | 11. Juliane von Nassau-Dillenburg                 | 23. Juliana zu Stolberg-Wernigerode            |  |  |       |  |  |                                                         |  |  |                                      |  |
| 1. Christian Wilhelm, principe di Schwarzburg-Sondershausen |                                                      | 11. Juliane von Nassau-Dillenburg                 |                                                |  |  |       |  |  |                                                         |  |  |                                      |  |
|                                                             | 12. Karl I, conte palatino di Zweibrücken-Birkenfeld | 24. Wolfgang, conte palatino di Zweibrücken       |                                                |  |  |       |  |  |                                                         |  |  |                                      |  |
|                                                             | 12. Karl I, conte palatino di Zweibrücken-Birkenfeld | 24. Wolfgang, conte palatino di Zweibrücken       |                                                |  |  |       |  |  |                                                         |  |  |                                      |  |
|                                                             | 12. Karl I, conte palatino di Zweibrücken-Birkenfeld | 25. Anna von Hessen                               |                                                |  |  |       |  |  |                                                         |  |  |                                      |  |
| 6. Georg Wilhelm, conte palatino di Zweibrücken-Birkenfeld  | 12. Karl I, conte palatino di Zweibrücken-Birkenfeld |                                                   |                                                |  |  |       |  |  |                                                         |  |  |                                      |  |
|                                                             |                                                      | 13. Dorothea von Braunschweig-Lüneburg            | 26. Wilhelm, duca di Brunswick-Lüneburg        |  |  |       |  |  |                                                         |  |  |                                      |  |
|                                                             |                                                      | 13. Dorothea von Braunschweig-Lüneburg            | 26. Wilhelm, duca di Brunswick-Lüneburg        |  |  |       |  |  |                                                         |  |  |                                      |  |
|                                                             |                                                      | 13. Dorothea von Braunschweig-Lüneburg            | 27. Dorothea af Danmark                        |  |  |       |  |  |                                                         |  |  |                                      |  |
| 3. Marie Magdalene von Pfalz-Birkenfeld                     |                                                      | 13. Dorothea von Braunschweig-Lüneburg            |                                                |  |  |       |  |  |                                                         |  |  |                                      |  |
|                                                             |                                                      | 14. Otto, conte di Solms-Sonnenwalde              | 28. Friedrich Magnus I, conte di Solms-Laubach |  |  |       |  |  |                                                         |  |  |                                      |  |
|                                                             |                                                      | 14. Otto, conte di Solms-Sonnenwalde              | 28. Friedrich Magnus I, conte di Solms-Laubach |  |  |       |  |  |                                                         |  |  |                                      |  |
|                                                             |                                                      | 14. Otto, conte di Solms-Sonnenwalde              | 29. Agnes zu Wied                              |  |  |       |  |  |                                                         |  |  |                                      |  |
| 7. Dorothea von Solms-Sonnenwalde                           |                                                      | 14. Otto, conte di Solms-Sonnenwalde              |                                                |  |  |       |  |  |                                                         |  |  |                                      |  |
|                                                             |                                                      | 15. Anna Amalia von Nassau-Weilburg               | 30. Albrecht, conte di Nassau-Weilburg         |  |  |       |  |  |                                                         |  |  |                                      |  |
|                                                             |                                                      | 15. Anna Amalia von Nassau-Weilburg               | 30. Albrecht, conte di Nassau-Weilburg         |  |  |       |  |  |                                                         |  |  |                                      |  |
|                                                             |                                                      | 15. Anna Amalia von Nassau-Weilburg               | 31. Anna von Nassau-Dillenburg                 |  |  |       |  |  |                                                         |  |  |                                      |  |
|                                                             |                                                      | 15. Anna Amalia von Nassau-Weilburg               |                                                |  |  |       |  |  |                                                         |  |  |                                      |  |